# Kostel svatého Kosmy a Damiána (Paříž)
Kostel svatého Kosmy a Damiána (fr. Église Saint-Côme-Saint-Damien) byl kostel postavený v roce 1427 v Paříži a zbořený v roce 1836.

## Lokace
Kostel se nacházel na území dnešního 6. obvodu na rohu ulic Rue des Cordeliers, kde byl vchod (dnešní Rue de l'École-de-Médecine) a Rue de la Harpe (dnes Boulevard Saint-Michel), kde končil jeho chórový ochoz.

## Historie
Kostel byl postaven v roce 1427 pro obyvatele předměstí Saint-Germain, které vzniklo za městskými hradbami Filipa II. Augusta po roce 1210. Kostel byl vybudován na místě starší kaple z roku 1212, ve které dne 25. února 1255 svatý Ludvík založil bratrstvo svatých Kosmy a Damiána, patronů chirurgů.
Kostel v pozdněgotickém slohu měl malé rozměry (24 m délky a 15 m šířky). Kostel se stal významným náboženským centrem Královské chirurgické akademie (Académie royale de chirurgie). V kostele byl pohřbeni např. François Gigot de Lapeyronie (1678-1747), chirurg a zpovědník Ludvíka XV. a spoluzakladatel Královské chirurgické akademie v roce 1731.
Kostel byl zrušen za Velké francouzské revoluce v roce 1791 a jako národní majetek prodán 12. nivôse roku V (1. ledna 1797). Kostel byl zbořen v roce 1836 kvůli prodloužení ulice Rue Racine na Boulevard Saint-Michel.